# Jan Sikorski (malarz)
Jan Sikorski (ur. 27 grudnia 1805, Drezno, zm. 12 lutego 1887, Warszawa) – malarz.
Ojcem Jana był muzyk nieznanego imienia, zatrudniony w Dreźnie. Rodzice osiedlili się w Warszawie w roku 1808 i zapisali syna do Liceum Warszawskiego, które ukończył ok. r. 1820. W latach 1821–1826 studiował na Wydziale Sztuk Pięknych UW u m.in. Józefa Brodowskiego i Antoniego Blanka. Po ukończeniu studiów malarskich  poświęcił się pracy artystycznej, biorąc udział w wielu warszawskich wystawach sztuk pięknych i niejednokroć uzyskując medale, nagrody i pochwały. W latach 1830–1843 odbył wiele podróży zagranicznych, zwiedzając galerie obrazów. Utrzymywał się głównie jako nauczyciel rysunków i malarstwa w wielu warszawskich prywatnych i państwowych szkołach średnich, ale miał też renomę jako malarz portretowy.
O jego stosunkach rodzinnych nic nie wiadomo. Pochowany został na cmentarzu Powązkowskim (kwatera 23-3-31/32).

## Galeria

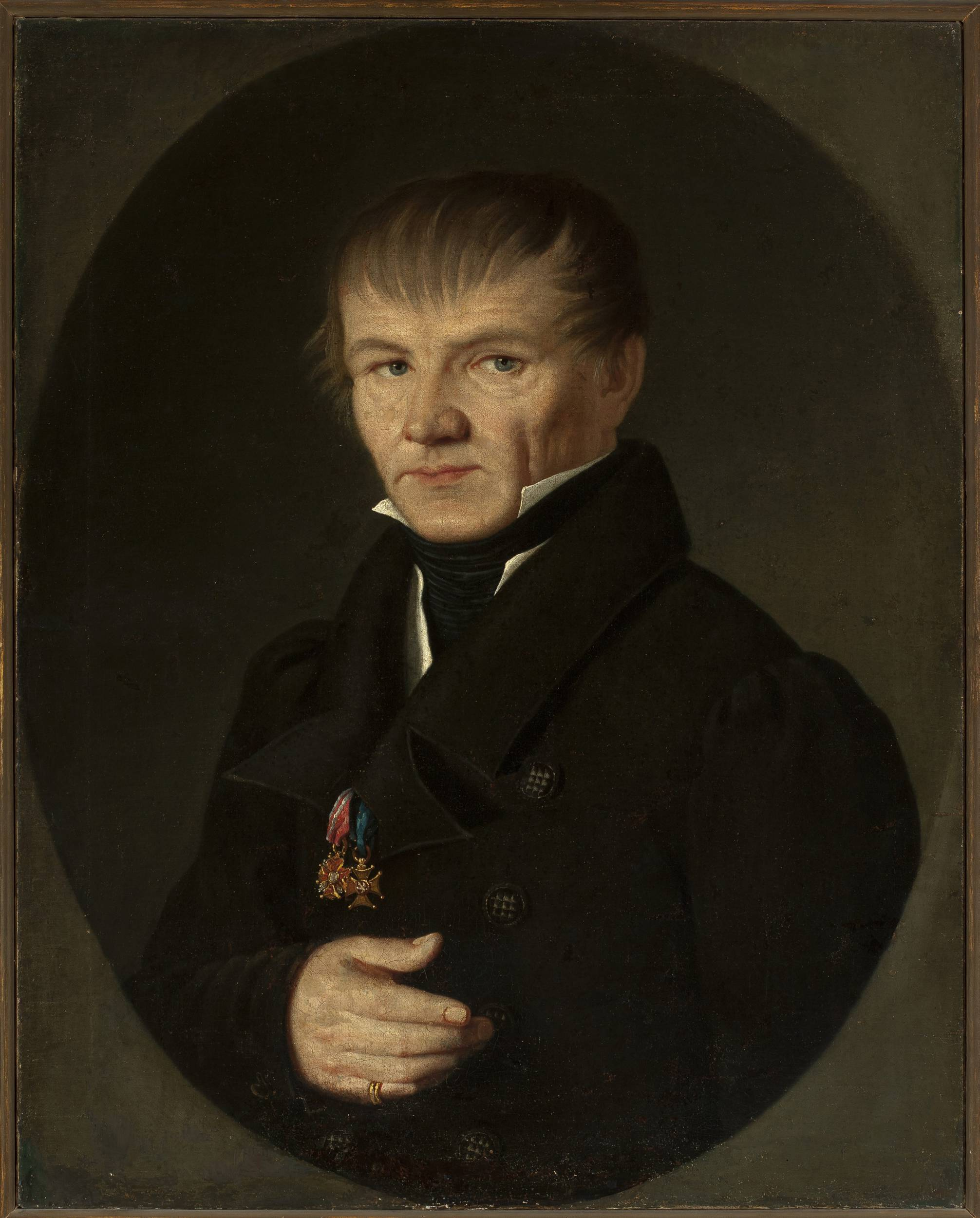
Portret męski - Dr Wernera (?) z 1829 r. Muzeum Narodowe w Warszawie
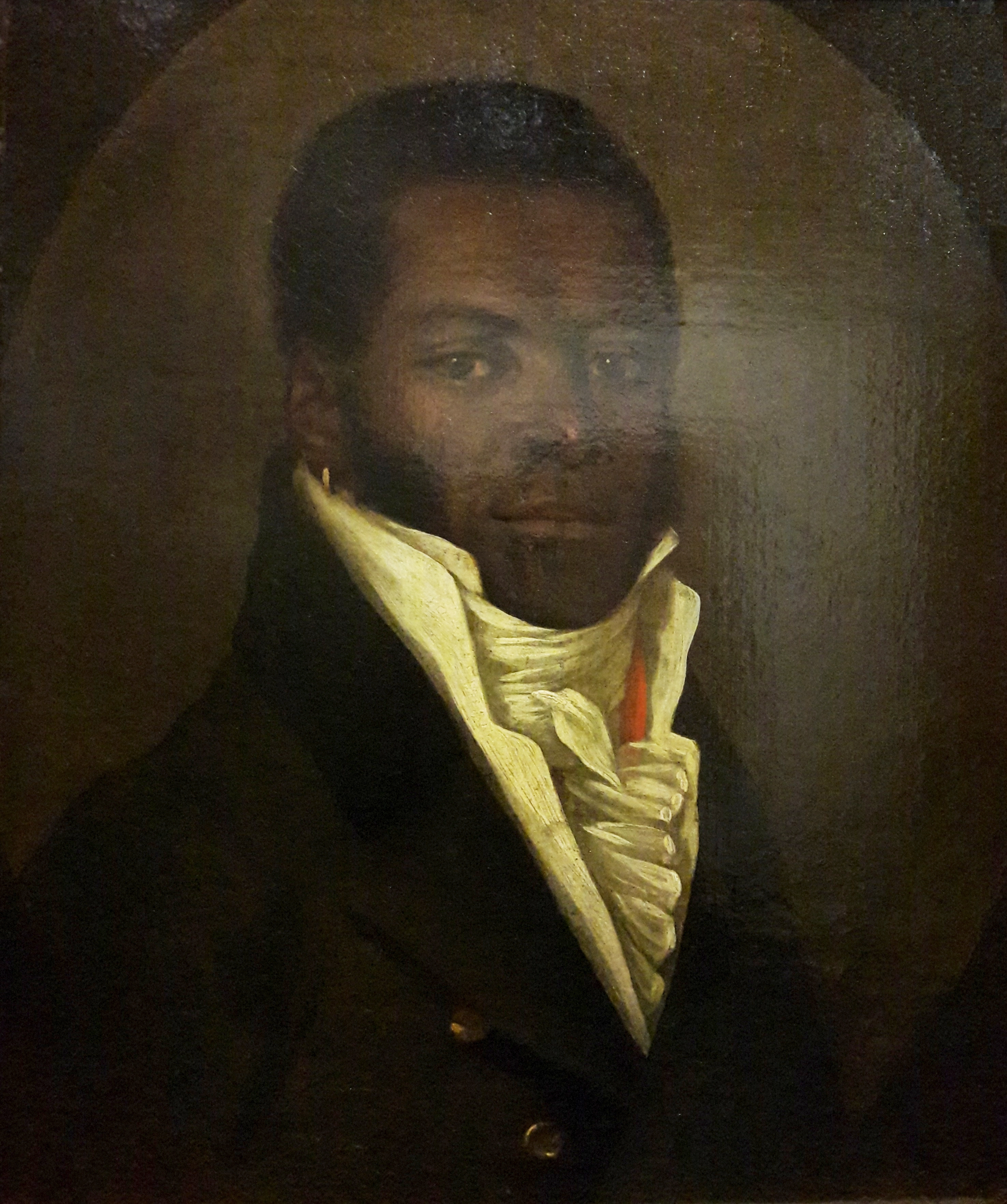
Portret Jeana Lapierre, adiutanta Tadeusza Kościuszki. z 1840 r. Muzeum Wojska Polskiego w Warszawie
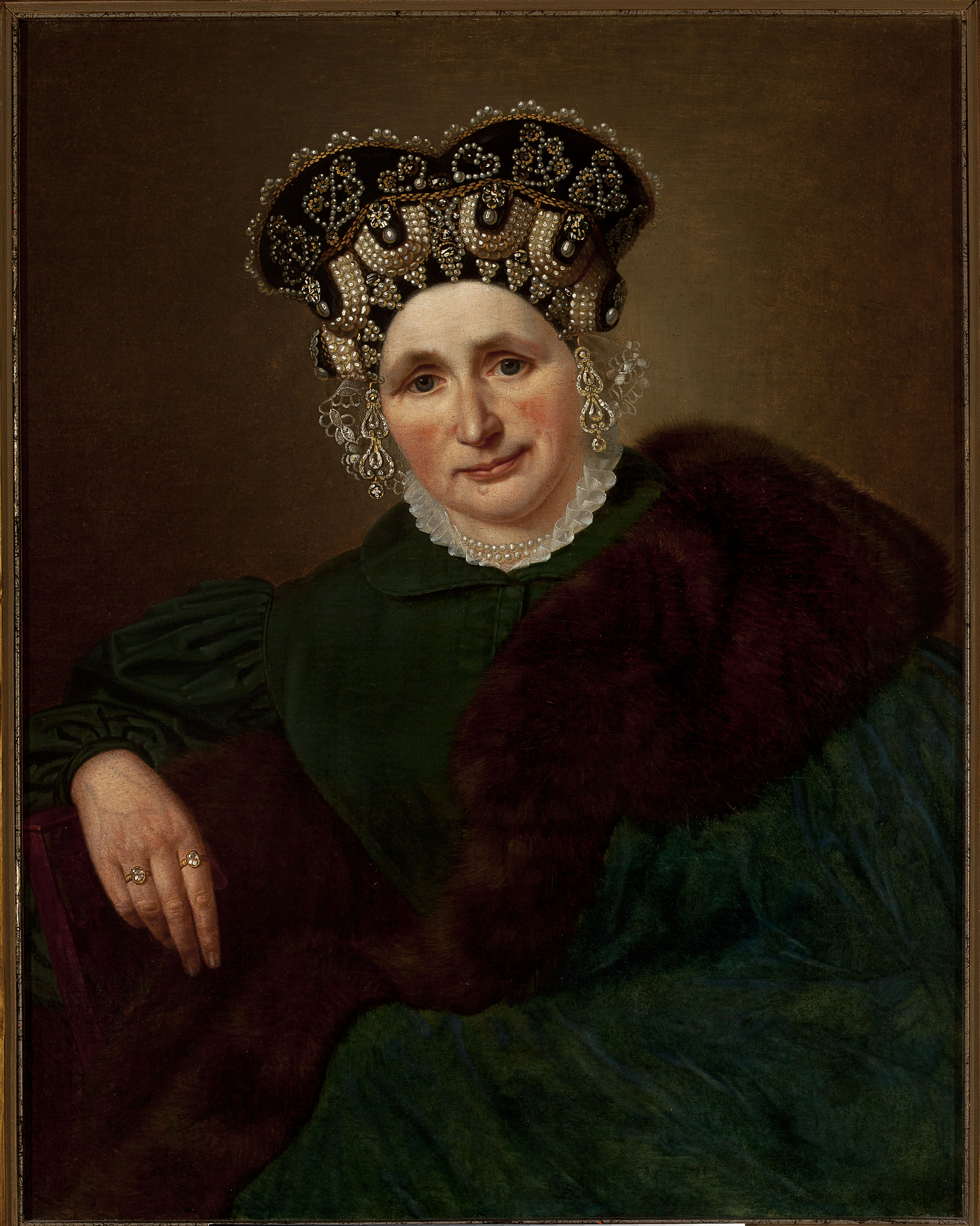
Portret Poznerowej z około 1845 r. Muzeum Narodowe w Warszawie
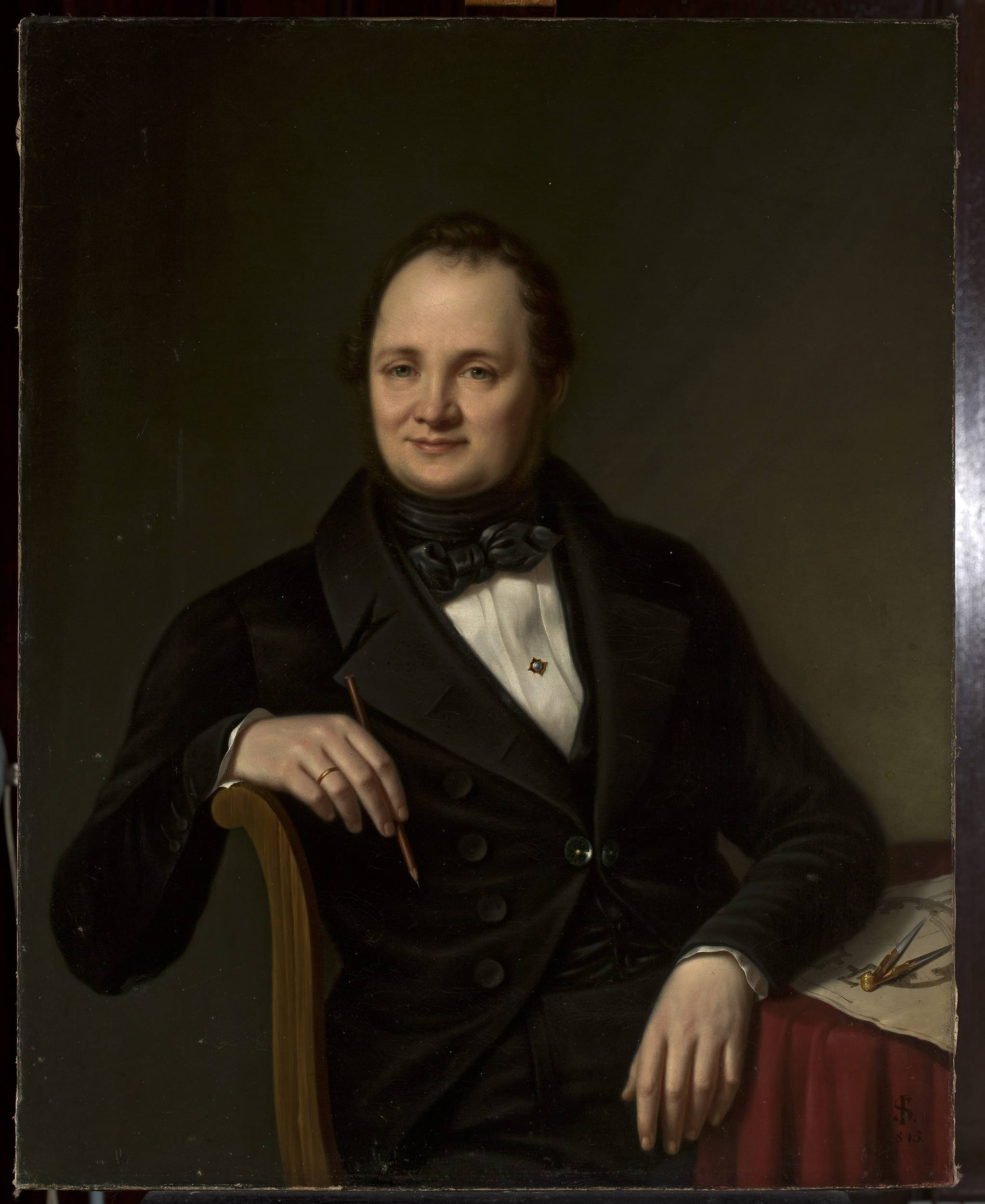
Portret Andrzeja Gołońskiego, architekta z 1845 r. Muzeum Narodowe w Warszawie